# Ludvika ström
Ludvika ström är ett vattendrag i tätorten Ludvika, Dalarnas län.
Strömmen förbinder sjöarna Väsman och Övre Hillen. Ludvika ström är endast omkring 800 meter lång, men har en fallhöjd på cirka 18 meter. Vattenkraften i denna fors togs i anspråk omkring år 1550 i samband med att Ludvika bruk anlades här, då Sveriges första kronobruk (se Hammarbacken). Sedan 1700-talet ligger här Ludvika herrgård och sedan 1902  Ludvika kraftstation.

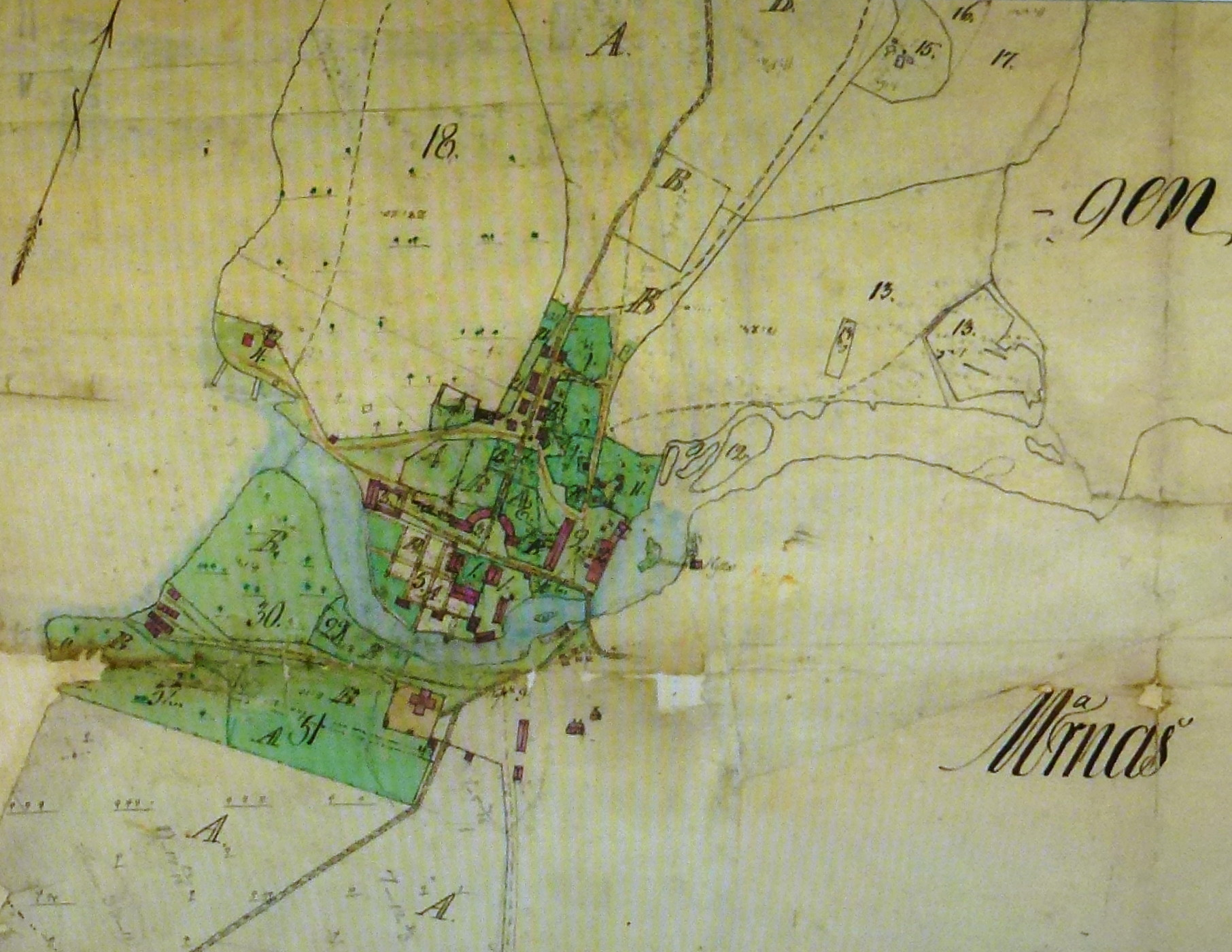
Ludvika ström med Ludvika herrgård och Hammarbacken på en karta från 1806.

## Historiska bilder

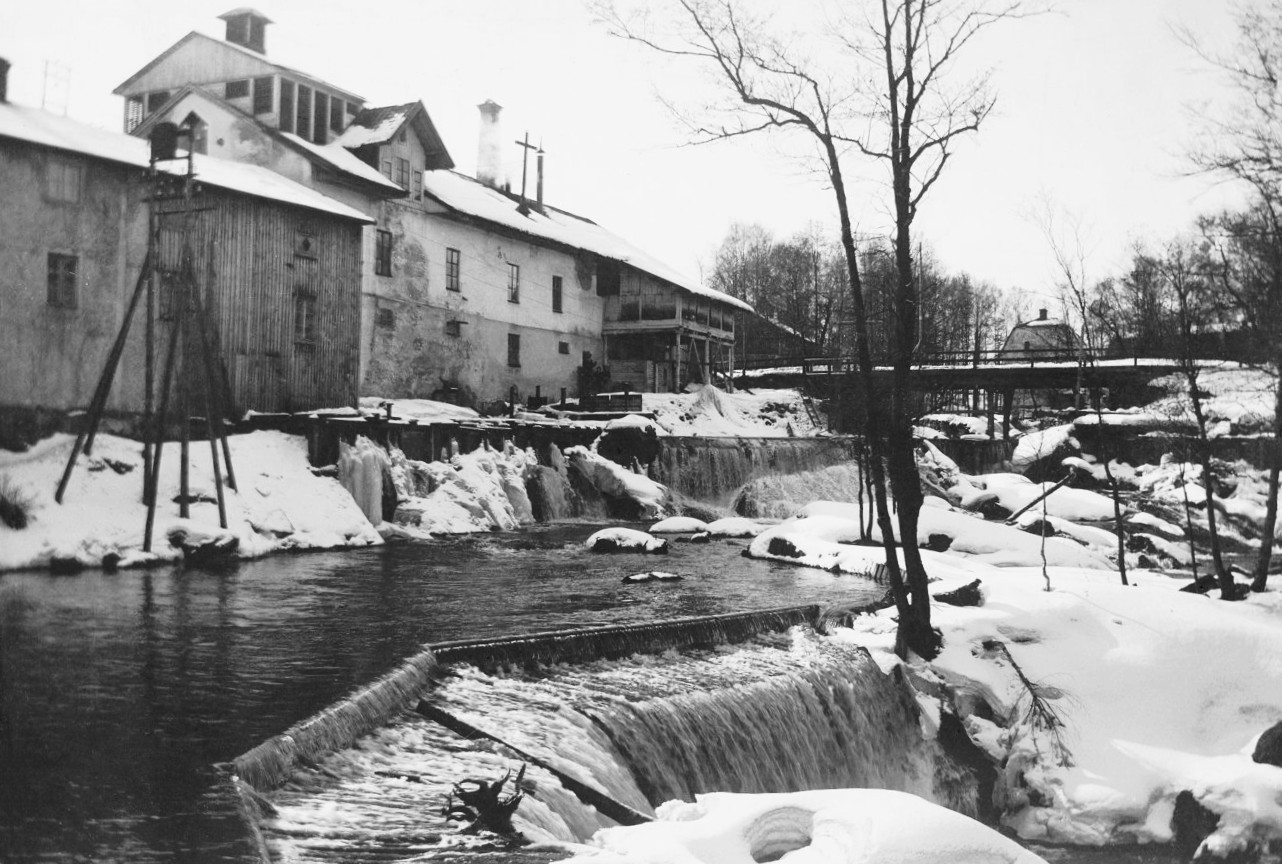
Ludvika ström vid bruket och kraftverket omkring 1900.
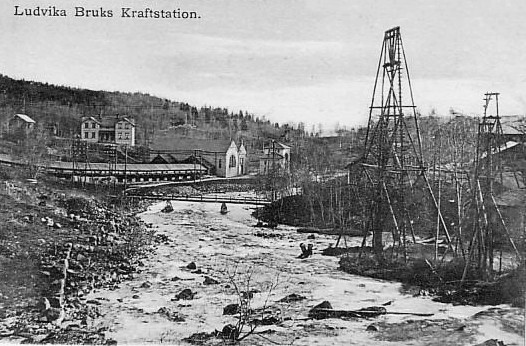
Ludvika ström nedanför kraftverket omkring 1910.
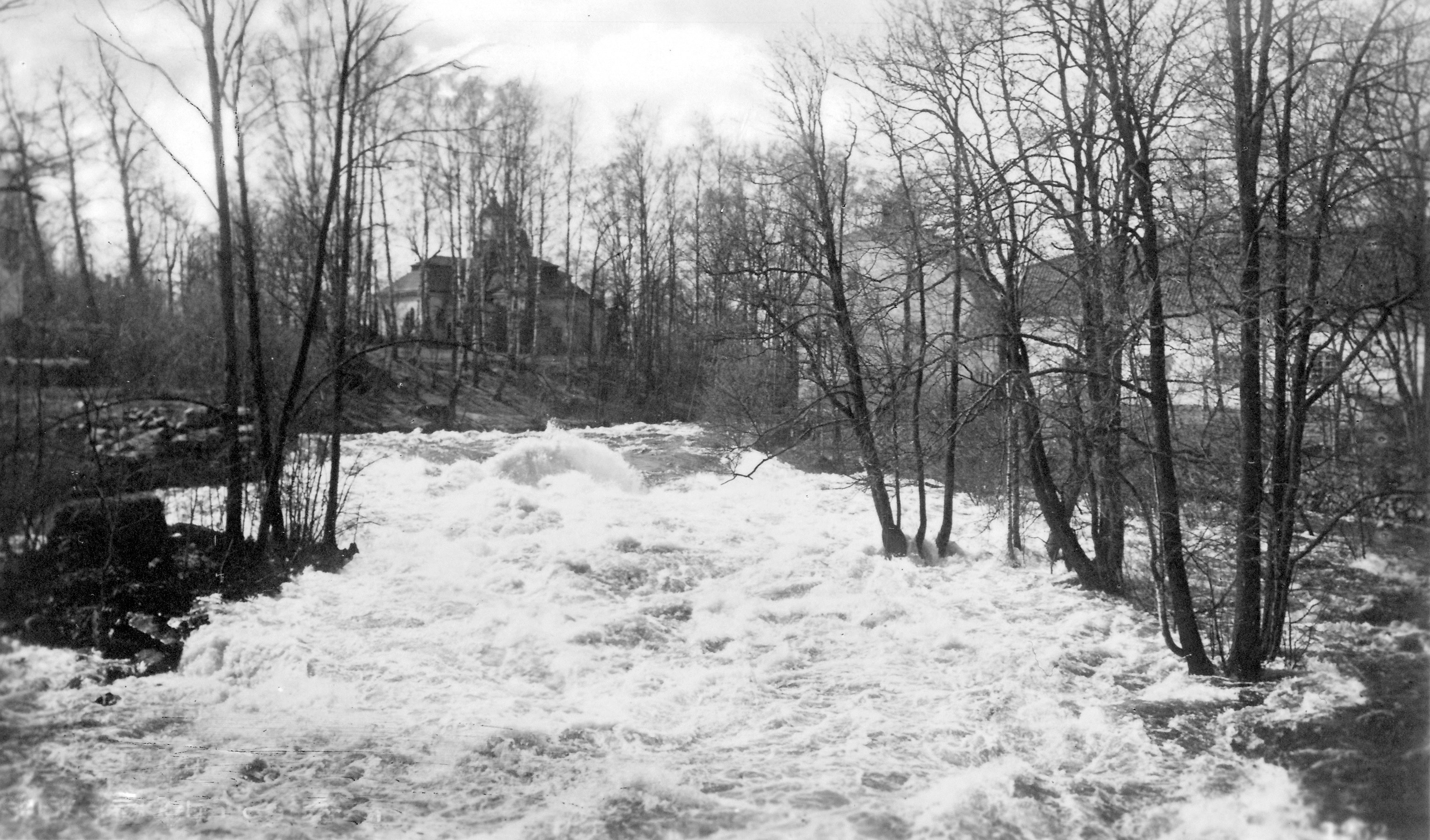
Ludvika ström med fullt vattenpåsläpp, omkring 1935. Ludvika Ulrica kyrka syns i bakgrunden.
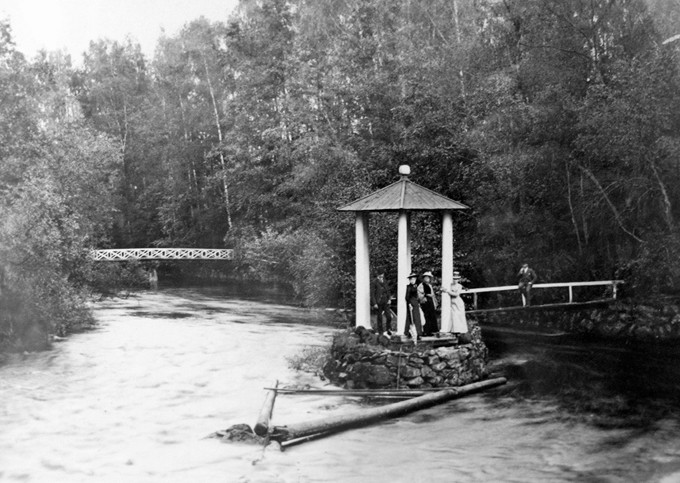
Ekotemplet vid Ludvika herrgård omkring 1900.

## Nutida bilder

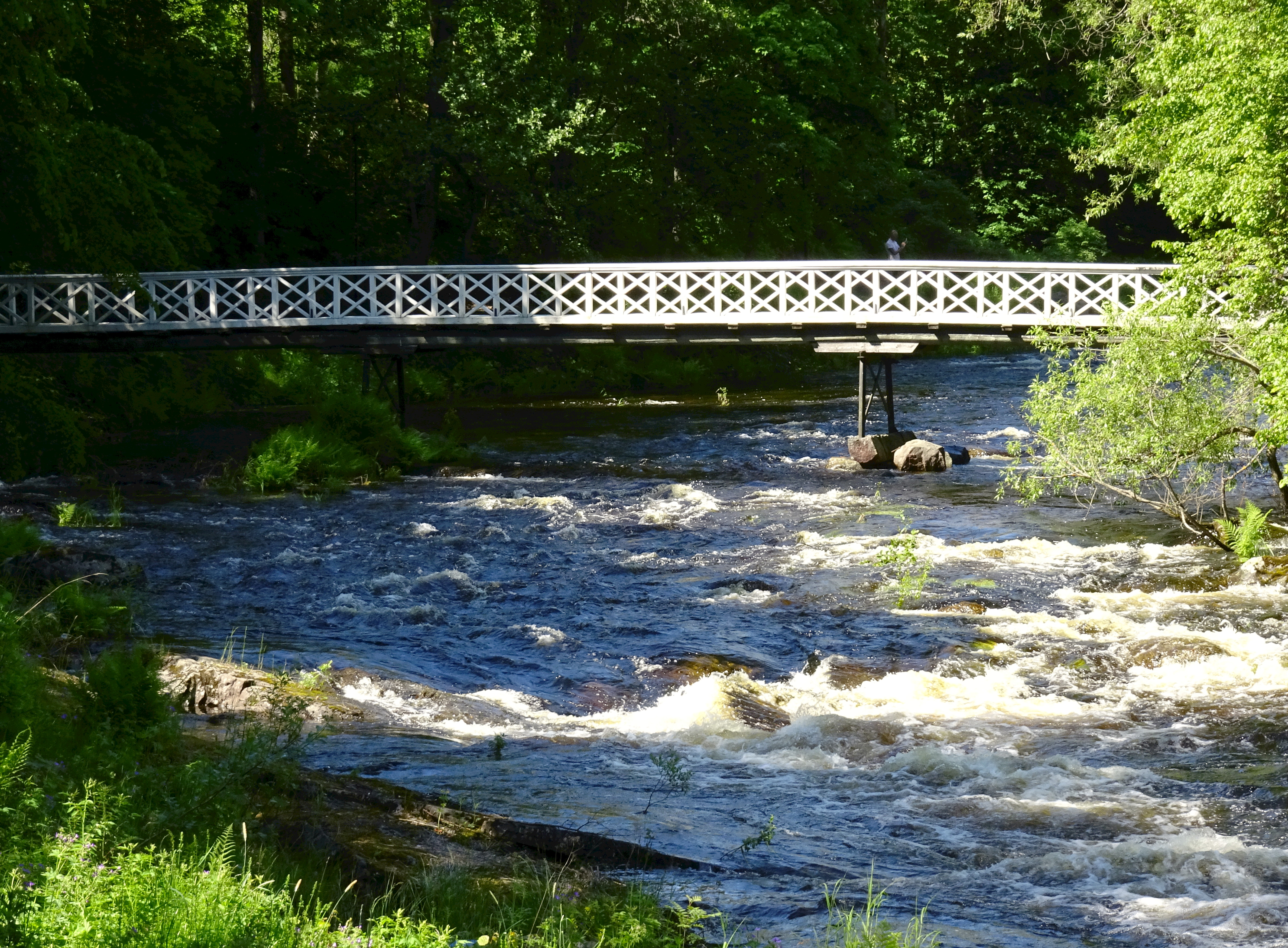
Gångbro över Ludvika ström vid Ludvika herrgård.
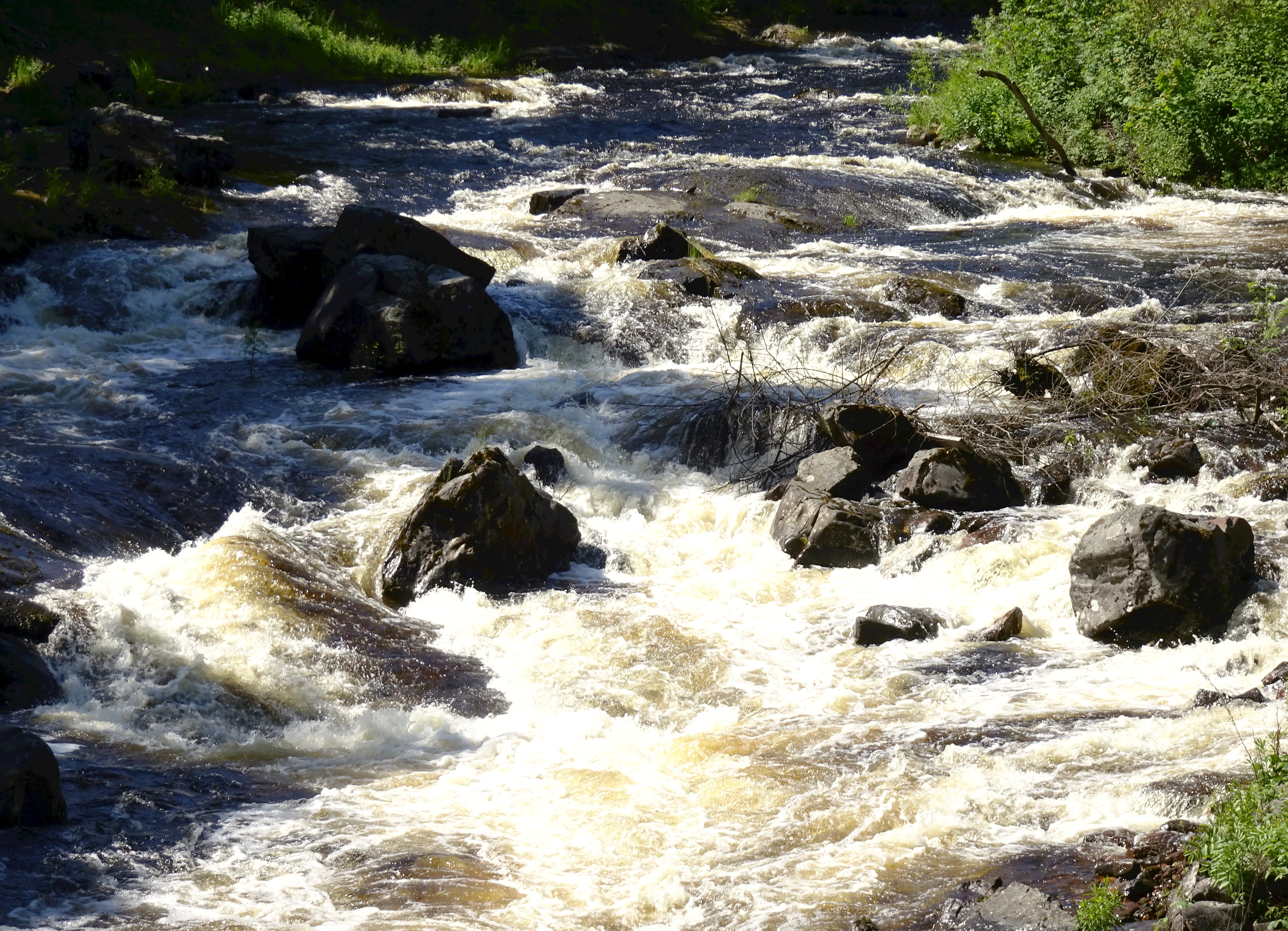
Ludvika ström med fullt vattenpåsläpp i juni 2016.
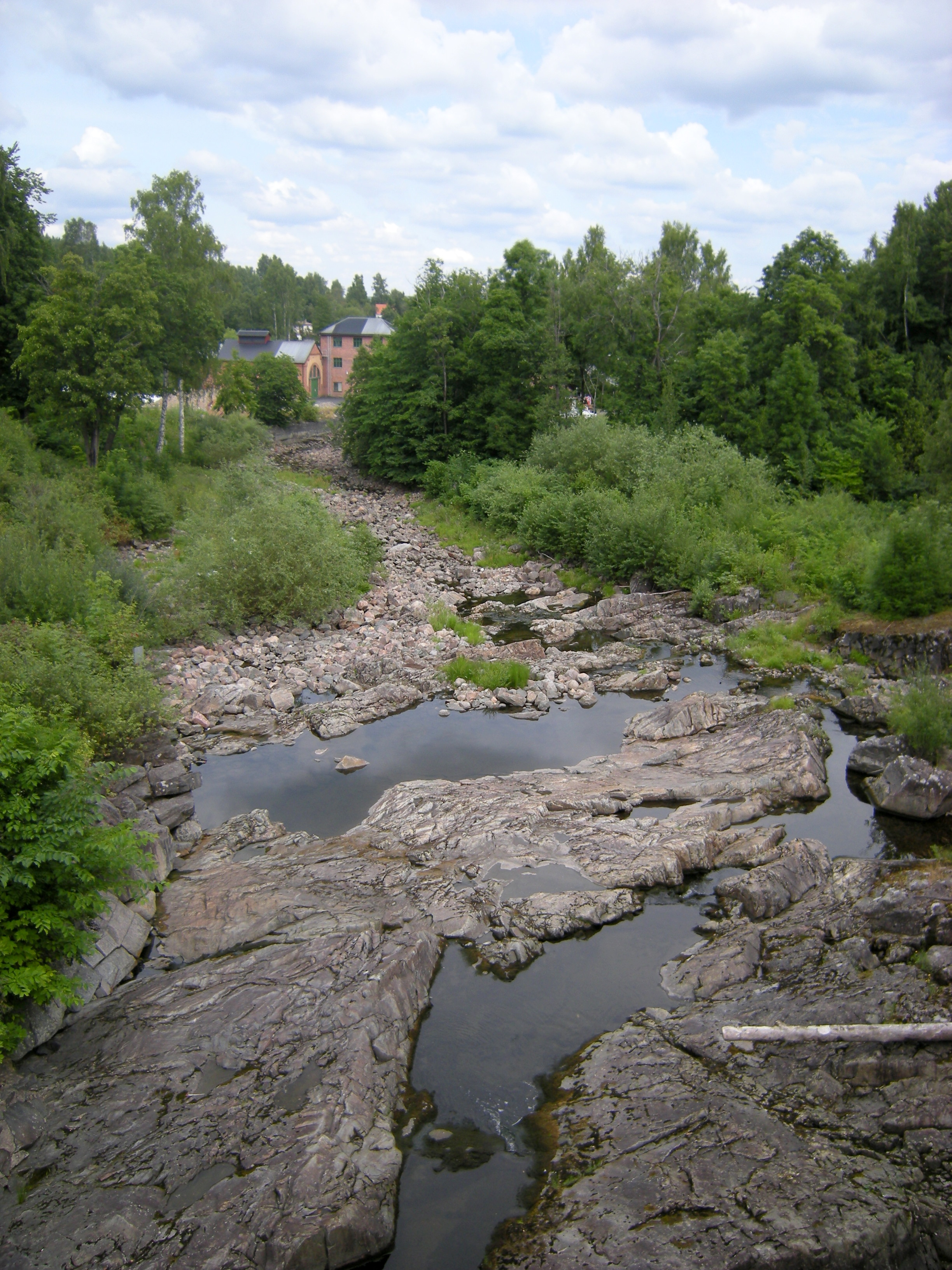
Ludvika ström torrlagd i juli 2010.
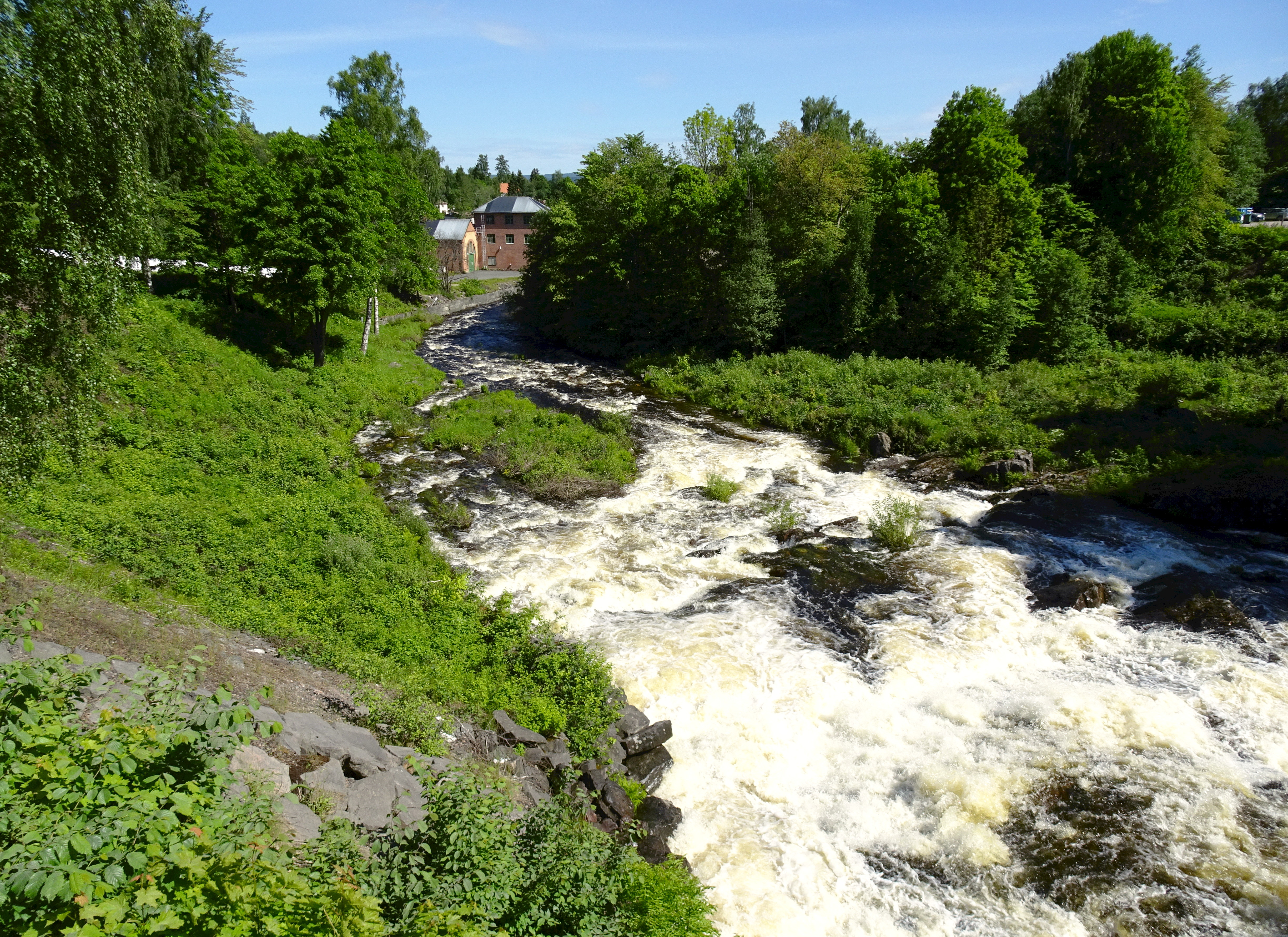
Ludvika ström med fullt vattenpåsläpp i juni 2016. Ludvika kraftstation syns i bakgrunden.
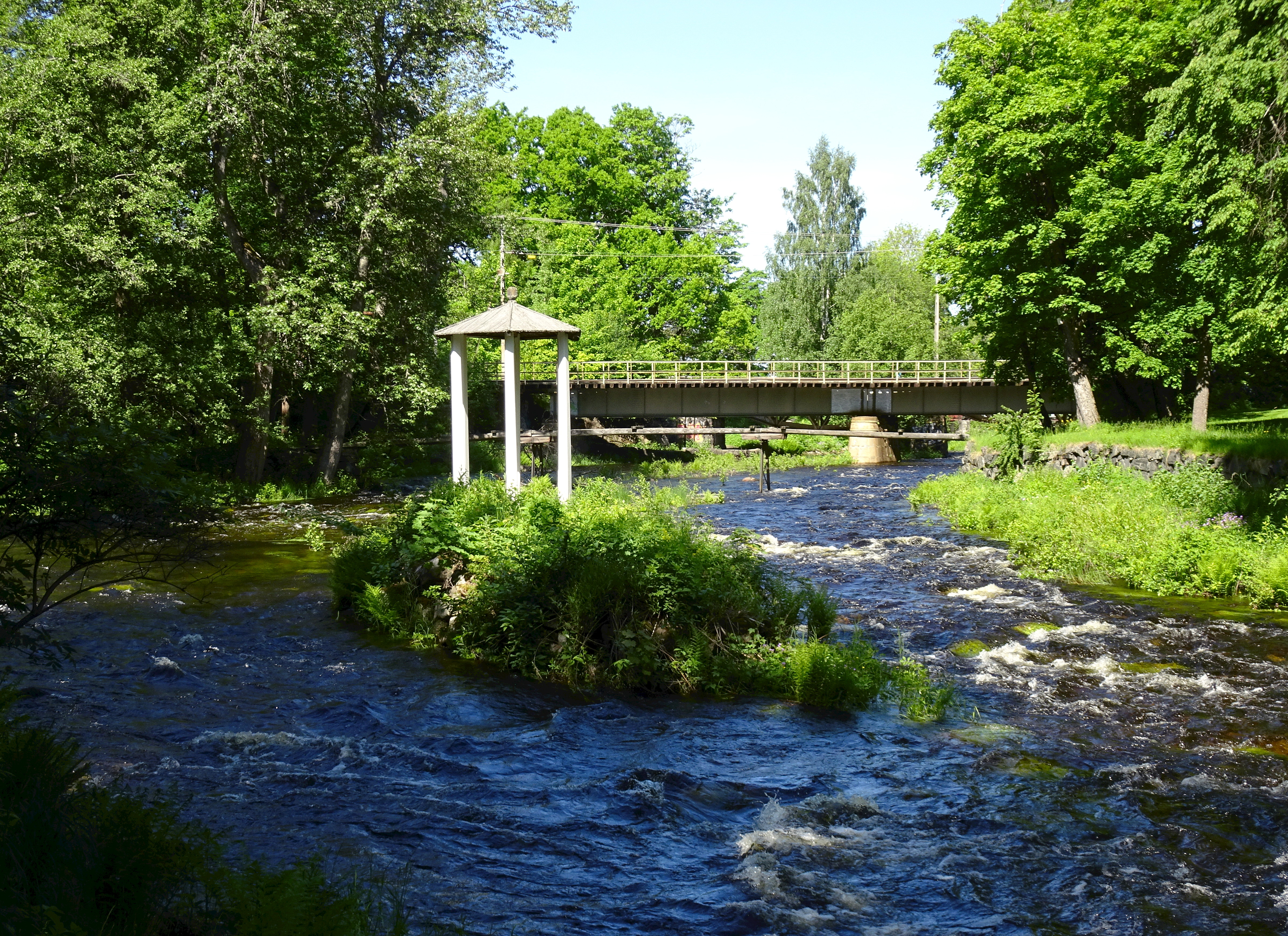
Ludvika ström och Ekotemplet vid Ludvika herrgård.